# Kemistry
Albums de Kem
Album II
(2005)
Singles
Kemistry est le premier album du chanteur de neo soul Kem, sorti en 2003. La chanson Love Calls est sortie comme single[Quand ?].

## Liste des titres
1. Matter of time – 4:41
2. Miss You – 4:27
3. Say – 5:54
4. Inside – 4:49
5. I'm missin' your love – 4:15
6. Love Calls – 5:13
7. Brotha Man – 3:59
8. Cherish this moment – 4:13
9. This Place (Dedicated to the Church of Today) – 4:08
10. You are – 5:51